# Општина Телиу (Брашов)
Телиу (рум. Teliu) општина је у Румунији у округу Брашов.
Oпштина се налази на надморској висини од 543 m.